# Моногенско наслеђивање
Ако је нека особина детерминисана (одређена) једним паром алела (гена) на истом локусу на пару хомологих хромозома, онда се такво наслеђивање назива моногенско.
Једну особину може да одређује и већи број различитих гена (полигени) при чему и средина утиче на испољавање ове особине па је такво наслеђивање полигенско, а сама особина је квантитативна (полигена).
Заједничка особина свих облика овог типа наслеђивања је да се врши по Менделовим правилима. 
При моногенском наслеђивању оболели фенотип се јавља као последица мутација. Мутације могу бити: 
- доминантне или
- рецесивне.

Мутирани ген може бити смештен на аутозомним или полним хромозомима. Према томе разликују се следећи начини моногенског наслеђивања :
- аутозомно-доминантно наслеђивање
- аутозомно-рецесивно наслеђивање
- доминантно наслеђивање везано за X хромозом
- рецесивно наслеђивање везано за X хромозом
- наслеђивање везано за Y хромозом (холандрично)